# 回転角センサ
回転角センサ（かいてんかくセンサ）は、ロータリーエンコーダなどの、回転する物体と回転しない物体との間の回転の差分を検出するセンサである。たとえば、自動車における車輪速センサやハンドルの舵角センサなどがこれに当たる。通常、ジャイロスコープのような角速度センサは含まれない。
磁気を利用したものが小型になってきている。